# Spy Booth
Spy Booth foi uma obra de arte criada por Banksy em Cheltenham, Inglaterra. A peça foi vista como uma crítica as revelações de vigilância global em 2013.
Em 2014, Robin Barton e a Bankrobber London ajudaram na preservação do trabalho, além de intermediarem na remoção e venda da peça. No entanto, a obra foi pintada em um prédio listado como Grau II e impedida que fosse removida, assegurando-lhe proteção contra a remoção em 2015. Apesar disso, a pintura foi removida ou destruída em agosto de 2016.
O Government Communications Headquarters (GCHQ) usou a imagem em seu sítio como uma forma simbólica.